# Pune’luxutth
Die Pune’luxutth ist eine Doppelendfähre der kanadischen Reederei BC Ferries.  Für die Reederei verkehrte das Schiff bis zum Dezember 2023 schon unter dem Namen Kuper.

## Geschichte
Im Jahr 1982 beantragte eine Gruppe aus San Juan County (Utah) eine Fährverbindung des State Highway 276 über den Lake Powell zwischen Hall’s Crossing und Bullfrog Marina. Das Utah Department of Transportation gab mithilfe eines Zuschusses von 900.000 US$ durch das State Community Impact Board zum Bau der Fähre, die nach Plänen einer vorhandenen kanadische Fähre von Mark Steel in Salt Lake City gebaut wurde. Das Schiff wurde am 4. Mai 1985 als John Atlantic Burr in Betrieb genommen und 1996 verlängert, um dem steigenden Verkehrsaufkommen gerecht zu werden. 2001 wurde zusätzlich eine zweite fast baugleiche Fähre, die Charles Hall für den Fährdienst auf dem Lake Powell bei Mark Steel gebaut. Die John Atlantic Burr diente bis September 2005 auf dem angestammten Revier, bevor sie vor einer anstehenden Neuzertifizierung durch die U.S. Coast Guard für 200.000 US$ an die kanadische Reederei BC Ferries verkauft wurde. BC Ferries hatte die von Marine Design Associates in Victoria entworfene Fähre 2005 vom State of Utah Transportation Department gekauft. BC Ferries ließ das Schiff 2006 in vier Teile schneiden und mit Lkw nach Tacoma im US-Bundesstaat Washington transportieren. Von Tacoma wurden die Segmente zur Werft Allied Shipbuilder in North Vancouver verschifft, wo es unter der Baunummer 259 für etwa 4,5 Millionen Kanada-Dollar (statt 20 Millionen für einen Neubau) mit zusätzlichen Segmenten umgebaut zu einem neuen Schiff zusammengebaut wurde. Der Rumpf wurde um rund 5,4 m verlängert und knapp 3,4 m verbreitert. Die Decksaufbauten wurden komplett neu gebaut.
Der erneute Stapellauf der Fähre erfolgte am 3. November 2006. Sie wurde Ende März 2007 auf der Strecke zwischen Chemainus auf Vancouver Island und den zur Inselgruppe der Gulf Islands gehörenden Inseln Thetis Island und Penelakut Island in Dienst gestellt, auf der sie bis heute verkehrt.
Der jetzige Schiffsname ist der Name von Penelakut Island in Halkomelem, der Sprache der dort ansässigen First Nations. Auch der vorherige Schiffsname bezog sich auf die Insel, jedoch war Kuper Island der Name, welchen die Insel von europäischstämmigen Siedlern erhalten hatte und den sie bis 2010 trug.

## Technische Daten und Ausstattung
Das Schiff wird von zwei Dieselmotoren des Motorenherstellers Detroit Diesel mit jeweils 354 kW Leistung angetrieben. Die Motoren wirken auf je einen Festpropeller an den beiden Enden der Fähre.
Die Fähre verfügt über ein durchlaufendes Fahrzeugdeck mit vier Fahrspuren. Das Fahrzeugdeck ist über landseitige Rampen zugänglich. Das Fahrzeugdeck ist in der Mitte mit dem Steuerhaus überbaut. Die nutzbare Durchfahrtshöhe beträgt 4,75 m.
Auf beiden Seiten der Fähre befinden sich Aufbauten. Auf einer Seite befindet sich hier ein Aufenthaltsraum mit Sitzbänken für die Passagiere.